# 宋世罗
宋世罗（韩语： Song Sera，1993年9月6日—）生于忠清南道锦山郡，是一名韩国女子击剑运动员，主攻重剑。她在中学二年级时开始练习击剑，当时她的体育教师建议她练习这项运动。后来，她进入韩国国际大学社会与体育学部就读，2013年入选世界青年锦标赛韩国队阵容，首次参加该赛事。宋世罗的妹妹也和她一样从事击剑运动，且同样进入韩国国际大学就读。